# Actaea asiatica
Actaea asiatica är en ranunkelväxtart som beskrevs av Hiroshi Hara. Actaea asiatica ingår i släktet trolldruvor, och familjen ranunkelväxter. Inga underarter finns listade i Catalogue of Life.

## Bildgalleri

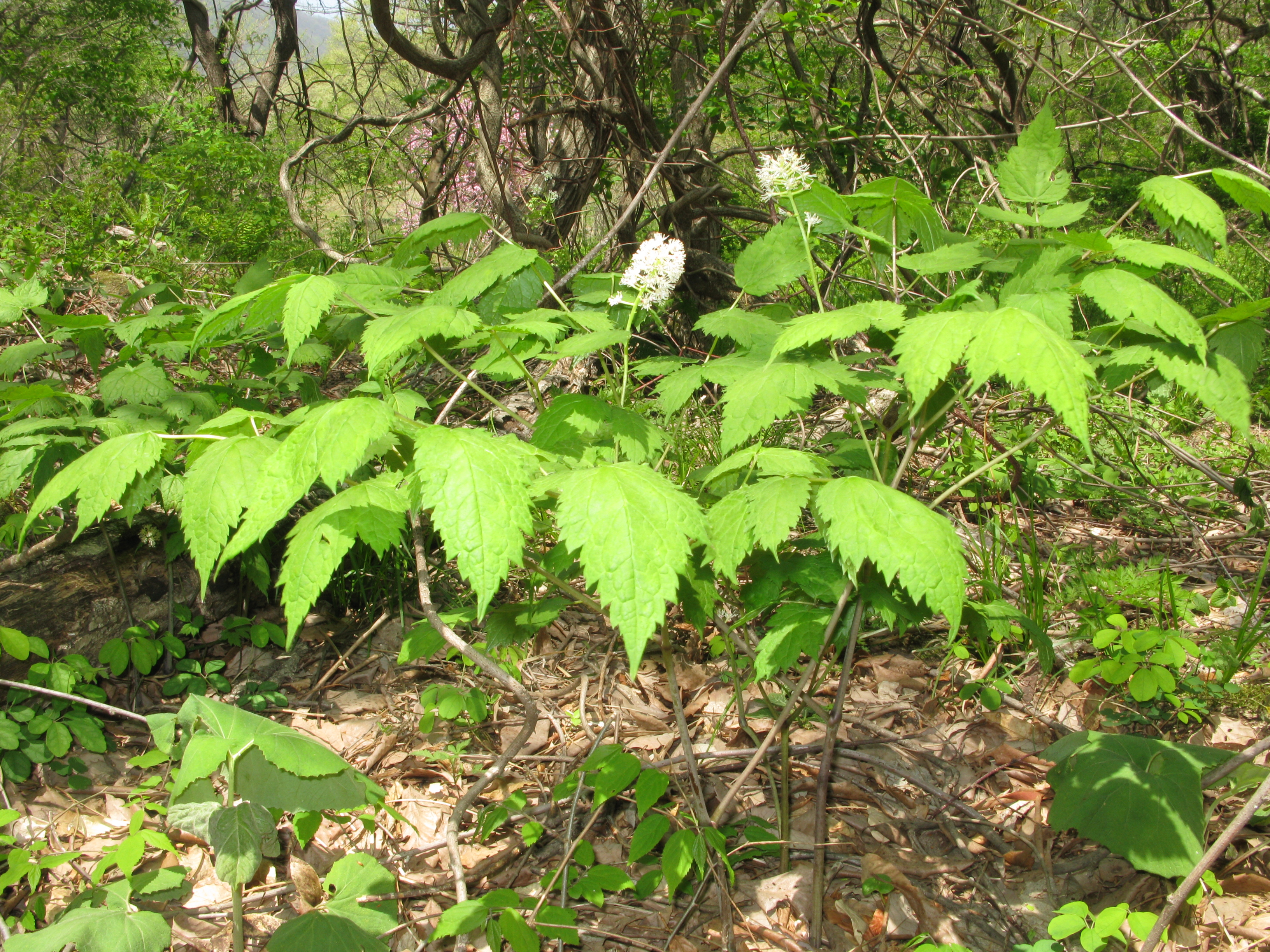